# Frederick Sanger
Frederick Sanger OM, CH, CBE,  FRS (Rendcombe, Gloucestershire, 13 de agosto de 1918 — 19 de novembro de 2013) foi um bioquímico inglês.

## Vida
É o segundo filho de Frederick Sanger, médico, e sua esposa, Cicely Sanger, nascida Crewdson. Estudou na Escola Bryanston e, posteriormente concluiu o bacharelato em ciências naturais, em 1939, na St John's College de Cambridge. Criado como membro de um grupo religioso de tradição protestante, ele aprendeu a abominar a violência, e durante a Segunda Guerra Mundial ele foi um objector de consciência, tendo sido autorizado a prosseguir a sua investigação para o doutoramento.
Recebeu o Nobel de Química de 1958, por ter determinado a estrutura molecular da insulina. Conjuntamente com Walter Gilbert, recebeu novamente o Nobel de Química de 1980, por estudos sobre o DNA.
Inicialmente, destinado a estudar medicina, ficou interessado em bioquímica, porque alguns dos principais bioquímicos de todo o mundo, viviam em Cambridge, na altura. Ele completou seu doutoramento em 1943 sobre o metabolismo da lisina e mais um problema prático relativo ao azoto de batatas, de A. Neuberger.  Descobriu ainda a estrutura das proteínas, mais conhecida como a insulina proteína. Também contribuiu para a determinação das sequências base do DNA.

## Investigação
Sanger descobriu a sequência completa de aminoácidos de insulina, em 1955, provando que as proteínas têm estruturas definidas. Ele começou por separar e fragmentar a molécula de insulina através da mistura da enzima tripsina com uma solução de insulina. Posteriormente, então assumiu uma forma de cromatografia sobre a mistura aplicando uma pequena amostra da mesma para o final de uma folha de papel de filtro. Passou um solvente através do filtro de papel numa direcção, e uma corrente eléctrica, através do papel, no sentido oposto. Dependendo da sua solubilidade e de carga, os diferentes fragmentos de insulina mudaram-se para diferentes posições sobre o papel, criando um padrão distinto. Sanger chamou a esses padrões "impressões digitais". Tal como as impressões digitais dos humanos, esses padrões são característicos de cada proteína, e reprodutíveis.  Reagrupou os pequenos fragmentos em sequências maiores para deduzir a estrutura completa da insulina, concluindo que a insulina tinha uma sequência precisa de aminoácidos. Foi graças a este êxito que ele recebeu seu primeiro Nobel de Química, em 1958.
Em 1975, ele desenvolveu o método da cadeia de rescisão de sequenciamento do DNA, também conhecido como o ‘’método rescisão Dideoxy’’ ou o ‘’método Sanger’’. Dois anos mais tarde ele usou a sua técnica, sequenciando com sucesso o genoma do fago Φ-X174; a primeira base de genoma do DNA totalmente sequenciada. Este tem sido de fundamental importância em projectos como o Projecto Genoma Humano, e ele recebeu seu segundo Nobel de Química, em 1980, juntamente com Walter Gilbert. Os outros únicos laureados a recebem um Prêmio Nobel duas vezes foram Marie Curie, Linus Pauling e John Bardeen. Ele é o único a receber dois prémios em química. Em 1979, foi congratulado com o Prémio Louisa Bruto Horwitz na Universidade Columbia, juntamente com Walter Gilbert e Paul Berg, co-agraciados do Nobel de Química de 1980.

## Legado
Frederick Sanger reformou-se em 1983. Em 1992, a Wellcome Trust e o Conselho de Investigação Médica fundou o Centro Sanger (que passou a Sanger Institute), em sua homenagem.
O Instituto Sanger, localizado próximo de Cambridge, Inglaterra, é um dos mais importantes centros de investigação do genoma, do mundo e desempenhou um papel proeminente na sequenciação do genoma humano. A sua única manifestação pública em duas décadas foi a de juntar o seu nome a uma carta de outros laureados com o Prémio Nobel, britânicos, protestando contra a guerra no Iraque. Referindo-se à sua juventude de objector de consciência, ele disse, "Eu ainda odeio a guerra. É por isso que assinei esta carta".
Em 2007, foi dada à Sociedade Britânica de Bioquímicos uma concessão por parte da Wellcome Trust para catalogar e preservar os 35 cadernos de laboratório, nos quais Sanger tinha gravado a sua notável investigação de 1958 a 1983.  Referindo-se à esta questão, a revista "Science" constatou que Sanger, "a mais modesta pessoa que poderíamos conhecer", desfrutava agora o seu tempo fazendo jardinagem na sua casa em Cambridgeshire.
Mesmo na reforma, Sanger tem utilizado o seu amplo conhecimento do DNA ajudando cientistas e académicos actuais nos seus trabalhos.

## Publicações selecionadas
- Neuberger, A.; Sanger, F. (1942), «The nitrogen of the potato», Biochemical Journal, 36 (7–9): 662–671, PMC 1266851, PMID 16747571, doi:10.1042/bj0360662.
- Neuberger, A.; Sanger, F. (1944), «The metabolism of lysine», Biochemical Journal, 38 (1): 119–125, PMC 1258037, PMID 16747737, doi:10.1042/bj0380119.
- Sanger, F. (1945), «The free amino groups of insulin», Biochemical Journal, 39 (5): 507–515, PMC 1258275, PMID 16747948, doi:10.1042/bj0390507.
- Sanger, F. (1947), «Oxidation of insulin by performic acid», Nature, 160 (4061): 295–296, Bibcode:1947Natur.160..295S, PMID 20344639, doi:10.1038/160295b0.
- Porter, R.R.; Sanger, F. (1948), «The free amino groups of haemoglobins», Biochemical Journal, 42 (2): 287–294, PMC 1258669, PMID 16748281, doi:10.1042/bj0420287.
- Sanger, F. (1949a), «Fractionation of oxidized insulin», Biochemical Journal, 44 (1): 126–128, PMC 1274818, PMID 16748471, doi:10.1042/bj0440126.
- Sanger, F. (1949b), «The terminal peptides of insulin», Biochemical Journal, 45 (5): 563–574, PMC 1275055, PMID 15396627, doi:10.1042/bj0450563.
- Sanger, F.; Tuppy, H. (1951a), «The amino-acid sequence in the phenylalanyl chain of insulin. 1. The identification of lower peptides from partial hydrolysates», Biochemical Journal, 49 (4): 463–481, PMC 1197535, PMID 14886310, doi:10.1042/bj0490463.
- Sanger, F.; Tuppy, H. (1951b), «The amino-acid sequence in the phenylalanyl chain of insulin. 2. The investigation of peptides from enzymic hydrolysates», Biochemical Journal, 49 (4): 481–490, PMC 1197536, PMID 14886311, doi:10.1042/bj0490481.
- Sanger, F.; Thompson, E.O.P. (1953a), «The amino-acid sequence in the glycyl chain of insulin. 1. The identification of lower peptides from partial hydrolysates», Biochemical Journal, 53 (3): 353–366, PMC 1198157, PMID 13032078, doi:10.1042/bj0530353.
- Sanger, F.; Thompson, E.O.P. (1953b), «The amino-acid sequence in the glycyl chain of insulin. 2. The investigation of peptides from enzymic hydrolysates», Biochemical Journal, 53 (3): 366–374, PMC 1198158, PMID 13032079, doi:10.1042/bj0530366.
- Sanger, F.; Thompson, E.O.P.; Kitai, R. (1955), «The amide groups of insulin», Biochemical Journal, 59 (3): 509–518, PMC 1216278, PMID 14363129, doi:10.1042/bj0590509.
- Ryle, A.P.; Sanger, F.; Smith, L.F.; Kitai, R. (1955), «The disulphide bonds of insulin», Biochemical Journal, 60 (4): 541–556, PMC 1216151, PMID 13249947, doi:10.1042/bj0600541.
- Brown, H.; Sanger, F.; Kitai, R. (1955), «The structure of pig and sheep insulins», Biochemical Journal, 60 (4): 556–565, PMC 1216152, PMID 13249948, doi:10.1042/bj0600556.
- Sanger, F. (1959), «Chemistry of Insulin: determination of the structure of insulin opens the way to greater understanding of life processes», Science, 129 (3359): 1340–1344, Bibcode:1959Sci...129.1340G, PMID 13658959, doi:10.1126/science.129.3359.1340.
- Milstein, C.; Sanger, F. (1961), «An amino acid sequence in the active centre of phosphoglucomutase», Biochemical Journal, 79 (3): 456–469, PMC 1205670, PMID 13771000, doi:10.1042/bj0790456.
- Marcker, K.; Sanger, F. (1964), «N-formyl-methionyl-S-RNA», Journal of Molecular Biology, 8 (6): 835–840, PMID 14187409, doi:10.1016/S0022-2836(64)80164-9.
- Sanger, F.; Brownlee, G.G.; Barrell, B.G. (1965), «A two-dimensional fractionation procedure for radioactive nucleotides», Journal of Molecular Biology, 13 (2): 373–398, PMID 5325727, doi:10.1016/S0022-2836(65)80104-8.
- Brownlee, G.G.; Sanger, F.; Barrell, B.G. (1967), «Nucleotide sequence of 5S-ribosomal RNA from Escherichia coli», Nature, 215 (5102): 735–736, Bibcode:1967Natur.215..735B, PMID 4862513, doi:10.1038/215735a0.
- Brownlee, G.G.; Sanger, F. (1967), «Nucleotide sequences from the low molecular weight ribosomal RNA of Escherichia coli», Journal of Molecular Biology, 23 (3): 337–353, PMID 4291728, doi:10.1016/S0022-2836(67)80109-8.
- Brownlee, G.G.; Sanger, F.; Barrell, B.G. (1968), «The sequence of 5S ribosomal ribonucleic acid», Journal of Molecular Biology, 34 (3): 379–412, PMID 4938553, doi:10.1016/0022-2836(68)90168-X.
- Adams, J.M.; Jeppesen, P.G.; Sanger, F.; Barrell, B.G. (1969), «Nucleotide sequence from the coat protein cistron of R17 bacteriophage RNA», Nature, 223 (5210): 1009–1014, Bibcode:1969Natur.223.1009A, PMID 5811898, doi:10.1038/2231009a0.
- Barrell, B.G.; Sanger, F. (1969), «The sequence of phenylalanine tRNA from E. coli», FEBS Letters, 3 (4): 275–278, PMID 11947028, doi:10.1016/0014-5793(69)80157-2.
- Jeppesen, P.G.; Barrell, B.G.; Sanger, F.; Coulson, A.R. (1972), «Nucleotide sequences of two fragments from the coat-protein cistron of bacteriophage R17 ribonucleic acid», Biochemical Journal, 128 (5): 993–1006, PMC 1173988, PMID 4566195, doi:10.1042/bj1280993h.
- Sanger, F.; Donelson, J.E.; Coulson, A.R.; Kössel, H.; Fischer, D. (1973), «Use of DNA Polymerase I Primed by a Synthetic Oligonucleotide to Determine a Nucleotide Sequence in Phage f1 DNA», Proceedings of the National Academy of Sciences USA, 70 (4): 1209–1213, Bibcode:1973PNAS...70.1209S, PMC 433459, PMID 4577794, doi:10.1073/pnas.70.4.1209.
- Sanger, F.; Coulson, A.R. (1975), «A rapid method for determining sequences in DNA by primed synthesis with DNA polymerase», Journal of Molecular Biology, 94 (3): 441–448, PMID 1100841, doi:10.1016/0022-2836(75)90213-2.
- Sanger, F.; Nicklen, S.; Coulson, A.R. (1977), «DNA sequencing with chain-terminating inhibitors», Proceedings of the National Academy of Sciences USA, 74 (12): 5463–5467, Bibcode:1977PNAS...74.5463S, PMC 431765, PMID 271968, doi:10.1073/pnas.74.12.5463. According to the Institute for Scientific Information (ISI) database, by October 2010 this paper had been cited over 64,000 times.
- Sanger, F.; Air, G.M.; Barrell, B.G.; Brown, N.L.; Coulson, A.R.; Fiddes, C.A.; Hutchinson, C.A.; Slocombe, P.M.; Smith, M. (1977), «Nucleotide sequence of bacteriophage φX174 DNA», Nature, 265 (5596): 687–695, Bibcode:1977Natur.265..687S, PMID 870828, doi:10.1038/265687a0.
- Sanger, F.; Coulson, A.R. (1978), «The use of thin acrylamide gels for DNA sequencing», FEBS Letters, 87 (1): 107–110, PMID 631324, doi:10.1016/0014-5793(78)80145-8.
- Sanger, F.; Coulson, A.R.; Barrell, B.G.; Smith, A.J.; Roe, B.A. (1980), «Cloning in single-stranded bacteriophage as an aid to rapid DNA sequencing», Journal of Molecular Biology, 143 (2): 161–178, PMID 6260957, doi:10.1016/0022-2836(80)90196-5.
- Anderson, S.; Bankier, A.T.; Barrell, B.G.; De Bruijn, M.H.; Coulson, A.R.; Drouin, J.; Eperon, I.C.; Nierlich, D.P.; Roe, B.A.; Sanger, F.; Schreier, P.H.; Smith, A.J.; Staden, R.; Young, I.G. (1981), «Sequence and organization of the human mitochondrial genome», Nature, 290 (5806): 457–465, Bibcode:1981Natur.290..457A, PMID 7219534, doi:10.1038/290457a0.
- Anderson, S.; De Bruijn, M.H.; Coulson, A.R.; Eperon, I.C.; Sanger, F.; Young, I.G. (1982), «Complete sequence of bovine mitochondrial DNA. Conserved features of the mammalian mitochondrial genome», Journal of Molecular Biology, 156 (4): 683–717, PMID 7120390, doi:10.1016/0022-2836(82)90137-1.
- Sanger, F.; Coulson, A.R.; Hong, G.F.; Hill, D.F.; Petersen, G.B. (1982), «Nucleotide sequence of bacteriophage λ DNA», Journal of Molecular Biology, 162 (4): 729–773, PMID 6221115, doi:10.1016/0022-2836(82)90546-0.
- Sanger, F. (1988), «Sequences, sequences, and sequences», Annual Review of Biochemistry, 57: 1–28, PMID 2460023, doi:10.1146/annurev.bi.57.070188.000245.